# Amazon CloudFront

Amazon CloudFront é uma rede de fornecimento de conteúdo oferecido pela Amazon Web Services. Redes de entrega de conteúdo fornecem uma rede globalmente distribuída de servidores proxy que suportam web cache, como vídeos da web ou outros meios volumosos, mais localmente aos consumidores, melhorando assim a velocidade de acesso para baixar este conteúdo.
CloudFront tem servidores localizados na Europa (Reino Unido, Irlanda, Países Baixos, Alemanha, Espanha), Ásia (Hong Kong, Singapura, Japão, Taiwan e Índia), Austrália, América do Sul, bem como em várias grandes cidades nos Estados Unidos. O serviço opera a partir de 55 backbones nos cinco continentes.
CloudFront opera em pay-as-you-go, um sistema voltado as empresas e indivíduos para pagar parcelas de, sua responsabilidade tributária esperado sobre os seus rendimentos de trabalho dependente, negócios ou investimentos para o ano fiscal.
CloudFront compete com redes de entrega de conteúdo maiores, como Akamai Technologies, Azion e Limelight Networks. No momento do lançamento, Larry Dignan da ZDNet Notícias afirmou que CloudFront poderia causar reduções de preços e de margens dos concorrentes.